# Nati nel 1983/Luglio
| Questa pagina contiene informazioni ricavate automaticamente dalle voci biografiche con l'ausilio del template Bio e di un bot. L'aggiornamento è periodico e automatico e ricostruisce completamente la pagina. Se manca una persona in questa lista, sei pregato di non aggiungerla, ma accertati piuttosto che la sua voce biografica contenga il template Bio e che i dati anagrafici siano correttamente compilati. Se il template Bio manca, inseriscilo tu stesso o, in alternativa, metti l'avviso {{tmp\|Bio}} che ne segnala la mancanza. Se i dati riportati sono sbagliati, correggi direttamente la voce biografica; le modifiche saranno visibili in questa lista entro pochi giorni. Per chiarimenti vedi il progetto biografie. La lista contiene solo le 424 persone che sono citate nell'enciclopedia e per le quali è stato implementato correttamente il template Bio. Pagina aggiornata al 18 ago 2025. |

- 1º luglio - Halil Akkaş, mezzofondista e siepista turco
- 1º luglio - Audrey Assad, cantautrice statunitense
- 1º luglio - Lynsey Bartilson, attrice statunitense
- 1º luglio - Tanya Chisholm, attrice e ballerina statunitense
- 1º luglio - Modibo Diarra, ex calciatore ivoriano
- 1º luglio - Sherif Ekramy, calciatore egiziano
- 1º luglio - Fernando Nascimento Cosme, giocatore di calcio a 5 brasiliano
- 1º luglio - Roland Juhász, allenatore di calcio e ex calciatore ungherese
- 1º luglio - Marit Larsen, cantante norvegese
- 1º luglio - Vedran Morović, ex cestista croato
- 1º luglio - Leeteuk, cantante e conduttore televisivo sudcoreano
- 1º luglio - Francisco Prieto, calciatore cileno
- 1º luglio - Vasja Šimčič, ex calciatore sloveno
- 1º luglio - Kyle Soller, attore statunitense
- 1º luglio - Yoshie Ueno, judoka giapponese
- 1º luglio - Sheilla de Castro, ex pallavolista brasiliana
- 2 luglio - Nely Carla Alberto, pallamanista spagnola
- 2 luglio - Michelle Branch, cantautrice e chitarrista statunitense
- 2 luglio - Tiago Campagnaro, ex calciatore brasiliano
- 2 luglio - Lars Grorud, ex calciatore norvegese
- 2 luglio - Vitalijus Kavaliauskas, ex calciatore lituano
- 2 luglio - Krystl, cantante olandese
- 2 luglio - Matteo Leporale, pallanuotista italiano
- 2 luglio - Jean-Baptiste Macquet, canottiere francese
- 2 luglio - Johanna Rasmussen, ex calciatrice danese
- 2 luglio - Magnus Sylling Olsen, ex calciatore norvegese
- 2 luglio - Kenneth Udjus, ex calciatore norvegese
- 3 luglio - Kieron Achara, ex cestista britannico
- 3 luglio - Michele Conti, pilota motociclistico italiano
- 3 luglio - Flora Frate, politica italiana
- 3 luglio - Risto Lakić, ex calciatore montenegrino
- 3 luglio - Dorota Masłowska, scrittrice, drammaturga e giornalista polacca
- 3 luglio - Park Jin-woo, attore sudcoreano
- 3 luglio - Edder Pérez, ex calciatore venezuelano
- 3 luglio - Levi Riso, regista e sceneggiatrice italiana
- 3 luglio - Alexandra Silber, attrice, cantante e scrittrice statunitense
- 3 luglio - Sebastián Viera, dirigente sportivo e ex calciatore uruguaiano
- 3 luglio - Edinson Vólquez, giocatore di baseball dominicano
- 3 luglio - Mai Yamaguchi, pallavolista giapponese
- 4 luglio - Fábio Bachega, ex giocatore di calcio a 5 brasiliano
- 4 luglio - Alessandro Bruno, allenatore di calcio e ex calciatore italiano
- 4 luglio - Errick Craven, ex cestista statunitense
- 4 luglio - Melanie Fiona, cantautrice canadese
- 4 luglio - Isabeli Fontana, supermodella brasiliana
- 4 luglio - Márcio Mossoró, ex calciatore brasiliano
- 4 luglio - Amantle Montsho, velocista botswana
- 4 luglio - Miguel Ángel Muñoz, attore e cantante spagnolo
- 4 luglio - Miguel Pinto, calciatore cileno
- 4 luglio - Mattia Serafini, ex calciatore italiano
- 4 luglio - Anja Spasojević, ex pallavolista serba
- 4 luglio - Thomas Ulvestad Vacas, ex giocatore di calcio a 5 e calciatore norvegese
- 5 luglio - Jason Allen, giocatore di football americano statunitense
- 5 luglio - Kevin Boothe, giocatore di football americano statunitense
- 5 luglio - Roberto Sebastián Brum, ex calciatore uruguaiano
- 5 luglio - Vikas Gowda, discobolo e pesista indiano
- 5 luglio - Francesco Grifoni, attore italiano
- 5 luglio - Jonás Gutiérrez, ex calciatore argentino
- 5 luglio - Richie Incognito, ex giocatore di football americano statunitense
- 5 luglio - Marcela Kloosterboer, attrice argentina
- 5 luglio - Raphaël Nuzzolo, ex calciatore svizzero
- 5 luglio - Taavi Peetre, pesista e discobolo estone († 2010)
- 5 luglio - David Thomas, giocatore di football americano statunitense
- 5 luglio - Zheng Jie, ex tennista cinese
- 6 luglio - Judith Chemla, attrice francese
- 6 luglio - Michal Daněk, calciatore ceco
- 6 luglio - Brent Fisher, ex calciatore neozelandese
- 6 luglio - Andrij Malyš, ex cestista ucraino
- 6 luglio - Elżbieta Nykiel, pallavolista polacca
- 6 luglio - Prevale, disc jockey, produttore discografico e conduttore radiofonico italiano
- 6 luglio - David Price, pugile britannico
- 6 luglio - Gregory Smith, attore e regista canadese
- 6 luglio - Geoffrey Sserunkuma, calciatore ugandese
- 6 luglio - Edoardo Stoppacciaro, doppiatore italiano
- 6 luglio - Thijs van Valkengoed, nuotatore olandese
- 7 luglio - Stanislav Donec, ex nuotatore russo
- 7 luglio - Robert Eggers, regista, sceneggiatore e produttore cinematografico statunitense
- 7 luglio - Marko Grilc, snowboarder sloveno († 2021)
- 7 luglio - Ismail Ahmed, allenatore di calcio e ex calciatore emiratino
- 7 luglio - Igor' Kolodinskij, giocatore di beach volley e pallavolista russo
- 7 luglio - Lim Eun-kyung, attrice e modella sudcoreana
- 7 luglio - C4 Pedro, cantante angolano
- 7 luglio - Jakob Poulsen, allenatore di calcio e ex calciatore danese
- 7 luglio - Alex Revell, allenatore di calcio e ex calciatore inglese
- 7 luglio - Martin Wallström, attore svedese
- 7 luglio - Jakub Wawrzyniak, ex calciatore polacco
- 8 luglio - Salustiano Candia, calciatore paraguaiano
- 8 luglio - Szymon Gąsiński, ex calciatore polacco
- 8 luglio - Branko Grahovac, ex calciatore bosniaco
- 8 luglio - Isis de Melo Nascimento, ex cestista brasiliana
- 8 luglio - Jon Jönsson, ex calciatore svedese
- 8 luglio - Francesca Lancini, modella, conduttrice televisiva e scrittrice italiana
- 8 luglio - Anna Matison, regista russa
- 8 luglio - Éric Matoukou, ex calciatore camerunese
- 8 luglio - Dušan Matović, ex calciatore serbo
- 8 luglio - Antonio Mirante, ex calciatore italiano
- 8 luglio - Musaed Neda, calciatore kuwaitiano
- 8 luglio - Ramazan Şahin, lottatore russo
- 8 luglio - Krisztián Vida, astronomo ungherese
- 8 luglio - Kristiina Wheeler, cantante finlandese
- 9 luglio - Darren Cooper, ex cestista statunitense
- 9 luglio - David Gillick, velocista irlandese
- 9 luglio - Francesca Marcon, ex pallavolista italiana
- 9 luglio - Thierry Steinmetz, ex calciatore francese
- 9 luglio - Dereck Villafana, calciatore americo-verginiano
- 9 luglio - Chie Yoshizawa, ex pallavolista giapponese
- 10 luglio - MakSim, cantante russa
- 10 luglio - Giuseppe De Feudis, allenatore di calcio e ex calciatore italiano
- 10 luglio - Martin Ehrenreich, ex calciatore austriaco
- 10 luglio - Golshifteh Farahani, attrice e cantautrice iraniana
- 10 luglio - Gabriel Fernández Arenas, allenatore di calcio e ex calciatore spagnolo
- 10 luglio - Joelson, allenatore di calcio e ex calciatore brasiliano
- 10 luglio - Makoto Kakuda, ex calciatore giapponese
- 10 luglio - Kim Hee-chul, cantante, conduttore televisivo e attore sudcoreano
- 10 luglio - Martyna Koc, cestista polacca
- 10 luglio - Charlie McDowell, regista e sceneggiatore statunitense
- 10 luglio - Stephen O'Donnell, ex calciatore scozzese
- 10 luglio - Burnel Okana-Stazi, calciatore congolese (Repubblica del Congo)
- 10 luglio - Barış Pehlivan, giornalista e scrittore turco
- 10 luglio - Dmitrij Petelin, cosmonauta russo
- 10 luglio - Gemma Sanderson, modella australiana
- 10 luglio - Jacobo Sanz Ovejero, allenatore di calcio e ex calciatore spagnolo
- 10 luglio - Marianna Sastin, lottatrice ungherese
- 10 luglio - Manuel Schüttengruber, arbitro di calcio austriaco
- 10 luglio - Julia Vakulenko, ex tennista ucraina
- 10 luglio - Ondřej Zdráhala, ex pallamanista e dirigente sportivo ceco
- 11 luglio - Coez, cantautore e rapper italiano
- 11 luglio - Engin Baytar, ex calciatore turco
- 11 luglio - Francesca Businarolo, politica italiana
- 11 luglio - Peter Cincotti, cantautore e pianista statunitense
- 11 luglio - Elrio van Heerden, ex calciatore sudafricano
- 11 luglio - Maksïm Jalmağambetov, ex calciatore kazako
- 11 luglio - Cristobal Orellana, attore messicano
- 11 luglio - Marie Serneholt, cantante svedese
- 11 luglio - Oliver Setzinger, hockeista su ghiaccio austriaco
- 11 luglio - Dario Vero, compositore, chitarrista e direttore d'orchestra italiano
- 12 luglio - Yarelys Barrios, discobola cubana
- 12 luglio - Michael Cuffee, ex cestista statunitense
- 12 luglio - Gregorio Di Leo, kickboxer italiano
- 12 luglio - Libania Grenot, ex velocista italiana
- 12 luglio - Ghasem Hadadifar, allenatore di calcio e ex calciatore iraniano
- 12 luglio - Howie Kendrick, ex giocatore di baseball statunitense
- 12 luglio - Takeshi Miyake, giocatore di football americano giapponese
- 12 luglio - David Muntaner, ex pistard e ciclista su strada spagnolo
- 12 luglio - Sandy Patrone, giocatore di baseball dominicano
- 12 luglio - Krystin Pellerin, attrice canadese
- 12 luglio - Giorgio Sorial, dirigente d'azienda, politico e dirigente pubblico italiano
- 12 luglio - Jesús Tato, allenatore di calcio e ex calciatore spagnolo
- 12 luglio - Andrae Williams, velocista bahamense
- 13 luglio - Andrea Ablasser, immunologa e medico tedesca
- 13 luglio - Diana Bacosi, tiratrice a volo italiana
- 13 luglio - Diane Fleri, attrice francese
- 13 luglio - Fanourīs Goundoulakīs, ex calciatore greco
- 13 luglio - Jade Leitão, cestista e allenatrice di pallacanestro statunitense
- 13 luglio - Liu Xiang, ex ostacolista cinese
- 13 luglio - Harold López-Nussa, musicista cubano
- 13 luglio - Anthony McNamee, ex calciatore inglese
- 13 luglio - Sebastian Nerz, politico tedesco
- 13 luglio - Andreas Schillinger, ex ciclista su strada tedesco
- 13 luglio - Gerald Sensabaugh, ex giocatore di football americano statunitense
- 13 luglio - Natal'ja Šljapina, ex calciatrice russa
- 13 luglio - Christian Vilches, calciatore cileno
- 13 luglio - Carmen Villalobos, attrice colombiana
- 13 luglio - Tereza Černochová, cantante ceca
- 14 luglio - Igor' Andreev, allenatore di tennis e ex tennista russo
- 14 luglio - Murilo Becker da Rosa, ex cestista brasiliano
- 14 luglio - Artëm Fidler, ex calciatore russo
- 14 luglio - Khalil Fong, cantante e compositore statunitense († 2025)
- 14 luglio - Bridgitte Hartley, ex canoista sudafricana
- 14 luglio - Thomas Howard, giocatore di football americano statunitense († 2013)
- 14 luglio - Aida Soltani, ex cestista tunisina
- 14 luglio - Ol'ga Stul'neva, ex velocista e ex bobbista russa
- 14 luglio - Matt Zaba, allenatore di hockey su ghiaccio e ex hockeista su ghiaccio canadese
- 15 luglio - Terence Dials, ex cestista statunitense
- 15 luglio - Nicola Ferrari, allenatore di calcio e ex calciatore italiano
- 15 luglio - Alek Glebov, allenatore di sci alpino e ex sciatore alpino sloveno
- 15 luglio - Ol'ga Graf, pattinatrice di velocità su ghiaccio russa
- 15 luglio - Mike Hawkins, giocatore di football americano statunitense
- 15 luglio - Kim Myong-won, calciatore nordcoreano
- 15 luglio - Cristián Muñoz, calciatore cileno
- 15 luglio - Hiro Murai, regista, produttore cinematografico e attore giapponese
- 15 luglio - Heath Slater, wrestler statunitense
- 15 luglio - Melissa Sneekes, modella olandese
- 15 luglio - Pāvels Veselovs, ex cestista lettone
- 16 luglio - Yonas Fesehaye, calciatore eritreo
- 16 luglio - Katrina Kaif, attrice britannica
- 16 luglio - Duncan Keith, ex hockeista su ghiaccio canadese
- 16 luglio - Annie Lööf, politica svedese
- 16 luglio - Dirk Mädrich, ex cestista tedesco
- 16 luglio - Eleanor Matsuura, attrice e doppiatrice giapponese
- 16 luglio - Regillio Nooitmeer, ex calciatore olandese
- 16 luglio - Adrian Piț, ex calciatore rumeno
- 16 luglio - Moussa Sanogo, ex calciatore ivoriano
- 16 luglio - Pasang Tshering, ex calciatore bhutanese
- 16 luglio - Jeff Varem, ex cestista nigeriano
- 16 luglio - Zhang Xiangxiang, sollevatore cinese
- 17 luglio - Christian Grindheim, ex calciatore norvegese
- 17 luglio - Sarah Jones, attrice statunitense
- 17 luglio - Kim Jin-woo, attore sudcoreano
- 17 luglio - Marcos Maidana, ex pugile argentino
- 17 luglio - Marco Né, ex calciatore ivoriano
- 17 luglio - Ronny Ruatti, ex hockeista su ghiaccio e giocatore di curling italiano
- 17 luglio - Paul Stutz, ex sciatore alpino canadese
- 17 luglio - Flávia de Oliveira, modella brasiliana
- 18 luglio - Mishaal Al-Saeed, ex calciatore saudita
- 18 luglio - Jennifer Berry, modella statunitense
- 18 luglio - George Bovell, ex nuotatore trinidadiano
- 18 luglio - Carlos Diogo, ex calciatore uruguaiano
- 18 luglio - Aaron Gillespie, batterista e cantante statunitense
- 18 luglio - Hatsu Hioki, artista marziale misto giapponese
- 18 luglio - Leandrão, allenatore di calcio e ex calciatore brasiliano
- 18 luglio - Joe Luwi, calciatore salomonese
- 18 luglio - Daniel Navarro, ex ciclista su strada spagnolo
- 18 luglio - Daniel Norgren, cantante svedese
- 18 luglio - Mikk Pahapill, ex multiplista estone
- 18 luglio - Marco Piscopo, pallavolista italiano
- 18 luglio - Jan Schlaudraff, dirigente sportivo, allenatore di calcio e ex calciatore tedesco
- 18 luglio - Parid Xhihani, ex calciatore albanese
- 18 luglio - Yao Juan, atleta paralimpica cinese
- 19 luglio - Rudolf Bester, ex calciatore namibiano
- 19 luglio - Trai Byers, attore statunitense
- 19 luglio - Sabrina Garciarena, attrice argentina
- 19 luglio - Nicolae Grigore, ex calciatore rumeno
- 19 luglio - Brent Grimes, giocatore di football americano statunitense
- 19 luglio - Germán Herrera, ex calciatore argentino
- 19 luglio - Adrien Jaccottet, arbitro di calcio svizzero
- 19 luglio - Alois Kaňkovský, ex ciclista su strada e pistard ceco
- 19 luglio - Kim Yong-jun, allenatore di calcio e ex calciatore nordcoreano
- 19 luglio - Lukas Kruse, ex calciatore tedesco
- 19 luglio - Ivana Lotito, attrice italiana
- 19 luglio - Abbe May, cantautrice e musicista australiana
- 19 luglio - Bryson McKenzie, ex cestista statunitense
- 19 luglio - Antigoni Roumpesi, pallanuotista greca
- 19 luglio - Jana Salenko, ballerina ucraina
- 19 luglio - Helen Skelton, conduttrice televisiva, giornalista e conduttrice radiofonica britannica
- 19 luglio - Robert Skibniewski, ex cestista e allenatore di pallacanestro polacco
- 19 luglio - Fëdor Tjutin, ex hockeista su ghiaccio russo
- 19 luglio - Vjekoslav Tomić, ex calciatore croato
- 19 luglio - Azareen Van der Vliet Oloomi, scrittrice statunitense
- 20 luglio - Stig-André Berge, lottatore norvegese
- 20 luglio - Sendley Bito, calciatore olandese
- 20 luglio - Denis André Dasoul, calciatore belga († 2017)
- 20 luglio - Farid Díaz, ex calciatore colombiano
- 20 luglio - Ignisious Gaisah, lunghista ghanese
- 20 luglio - Bárbara Goenaga, attrice spagnola
- 20 luglio - Máximo González, tennista argentino
- 20 luglio - Pat Healy, artista marziale misto statunitense
- 20 luglio - Kanako Ito, ex calciatrice giapponese
- 20 luglio - Krzysztof Jakubik, arbitro di calcio polacco
- 20 luglio - Ivan Lietava, calciatore slovacco
- 20 luglio - Mona-Liisa Malvalehto, fondista finlandese († 2019)
- 20 luglio - Billy Mataitai, calciatore francese
- 20 luglio - Martin McCann, attore britannico
- 20 luglio - Siemtje Möller, politica tedesca
- 20 luglio - Nuša Rajher, taekwondoka slovena
- 20 luglio - Carlos Ruiz Arenaga, ex calciatore spagnolo
- 20 luglio - Simon Stadler, ex tennista tedesco
- 20 luglio - Jamaal Torrance, velocista statunitense
- 21 luglio - Johnny Acosta, calciatore costaricano
- 21 luglio - Ismaël Bouzid, ex calciatore algerino
- 21 luglio - Ronnie Burrell, ex cestista e allenatore di pallacanestro statunitense
- 21 luglio - Stuart Easton, pilota motociclistico britannico
- 21 luglio - Nicolás Gulizia, allenatore di calcio a 5 e ex giocatore di calcio a 5 argentino
- 21 luglio - David Hofer, ex fondista italiano
- 21 luglio - Humberto Honorio, giocatore di calcio a 5 brasiliano
- 21 luglio - Milan Jovanović, ex calciatore montenegrino
- 21 luglio - Andrea Mainardi, cuoco, conduttore televisivo e imprenditore italiano
- 21 luglio - Ezequiel Miralles, ex calciatore argentino
- 21 luglio - Eivør Pálsdóttir, cantautrice faroese
- 21 luglio - Angelina Williams, ex cestista statunitense
- 21 luglio - Kellen Winslow II, giocatore di football americano statunitense
- 22 luglio - Miodrag Aksentijević, giocatore di calcio a 5 serbo
- 22 luglio - Jodi Albert, cantante e attrice britannica
- 22 luglio - Mo Charlo, ex cestista statunitense
- 22 luglio - Aldo de Nigris, ex calciatore messicano
- 22 luglio - Dries Devenyns, ex ciclista su strada belga
- 22 luglio - Fandango, wrestler statunitense
- 22 luglio - Juliana Felisberta, giocatrice di beach volley brasiliana
- 22 luglio - Je'Kel Foster, ex cestista statunitense
- 22 luglio - Álex Gadea, attore spagnolo
- 22 luglio - Clemens von Grumbkow, ex rugbista a 15 tedesco
- 22 luglio - Mohamed Hachad, ex cestista marocchino
- 22 luglio - Steven Jackson, ex giocatore di football americano statunitense
- 22 luglio - Seth Magaziner, politico statunitense
- 22 luglio - Ander Murillo, allenatore di calcio, dirigente sportivo e ex calciatore spagnolo
- 22 luglio - Reagan Noble, ex calciatore sudafricano
- 22 luglio - Pavlo Rozenberg, tuffatore tedesco
- 22 luglio - Jonas Sakuwaha, ex calciatore zambiano
- 22 luglio - Hernán Sandoval, ex calciatore guatemalteco
- 22 luglio - Sharni Vinson, attrice e ballerina australiana
- 22 luglio - William Volpicella, attore italiano
- 22 luglio - Maryam Zaree, attrice tedesca
- 23 luglio - Behrouz Boochani, scrittore, giornalista e attivista curdo
- 23 luglio - Kevaughn Connell, calciatore trinidadiano
- 23 luglio - Bec Hewitt, cantante, attrice e conduttrice televisiva australiana
- 23 luglio - Yōsuke Ishibitsu, ex calciatore giapponese
- 23 luglio - Wong Jing Lun, cantante e attore singaporiano
- 23 luglio - Jean-Robens Jérôme, ex calciatore haitiano
- 23 luglio - Roman Konečný, calciatore slovacco
- 23 luglio - Oleksandr Kvačuk, ex ciclista su strada ucraino
- 23 luglio - Branislav Miličević, ex calciatore serbo
- 23 luglio - Josefine Öqvist, ex calciatrice svedese
- 23 luglio - Aaron Peirsol, ex nuotatore statunitense
- 23 luglio - Michael Silas, ballerino statunitense
- 23 luglio - David Strettle, ex rugbista a 15 britannico
- 23 luglio - David Tobini, militare italiano († 2011)
- 23 luglio - Arsenie Todiraș, cantante moldavo
- 23 luglio - David Vrbata, hockeista su ghiaccio ceco
- 24 luglio - Hugo Báez, ex calciatore paraguaiano
- 24 luglio - Daniele De Rossi, allenatore di calcio e ex calciatore italiano
- 24 luglio - Étienne Didot, ex calciatore francese
- 24 luglio - Yassin Idbihi, dirigente sportivo e ex cestista tedesco
- 24 luglio - Hervé Lybohy, ex calciatore ivoriano
- 24 luglio - Fabio Mazzeo, ex calciatore italiano
- 24 luglio - Asami Mizukawa, attrice giapponese
- 24 luglio - Carsten Mogensen, giocatore di badminton danese
- 24 luglio - Joy Neville, dirigente sportiva, ex arbitro di rugby a 15 e ex rugbista a 15 irlandese
- 24 luglio - Ivan Stojanov, calciatore bulgaro
- 25 luglio - Stéphane Bohli, ex tennista svizzero
- 25 luglio - Murat Chračëv, pugile russo
- 25 luglio - DJ Korsakoff, disc jockey olandese
- 25 luglio - Nicholas Guidi, ex calciatore italiano
- 25 luglio - Nenad Krstić, ex cestista serbo
- 25 luglio - Francisco Nájera, ex calciatore colombiano
- 25 luglio - Nirmal Purja, alpinista nepalese
- 25 luglio - Cristiano Scandolara, ex giocatore di calcio a 5 brasiliano
- 25 luglio - Aikaterinī Spatharou, cestista greca
- 25 luglio - Tony Weeden, ex cestista statunitense
- 26 luglio - Naomi van As, hockeista su prato olandese
- 26 luglio - Kelly Clark, ex snowboarder statunitense
- 26 luglio - Tiziano Dall'Antonia, ex ciclista su strada italiano
- 26 luglio - Viktorija Lopyrëva, modella russa
- 26 luglio - Stephen Makinwa, procuratore sportivo e ex calciatore nigeriano
- 26 luglio - Zara, cantante e attrice russa
- 26 luglio - Oswaldo Minda, ex calciatore ecuadoriano
- 26 luglio - Renato Silva, ex calciatore brasiliano
- 26 luglio - Elettra Rossellini Wiedemann, modella statunitense
- 26 luglio - Stanford Routt, giocatore di football americano statunitense
- 26 luglio - Damiano Russo, attore italiano († 2011)
- 26 luglio - Crystal Shawanda, cantante canadese
- 26 luglio - Roderick Strong, wrestler statunitense
- 26 luglio - Ken Wallace, canoista australiano
- 26 luglio - Delonte West, ex cestista statunitense
- 26 luglio - Laure de Clermont-Tonnerre, attrice e regista francese
- 27 luglio - Seema Punia, discobola e pesista indiana
- 27 luglio - Cecil Brown, ex cestista statunitense
- 27 luglio - Lorik Cana, ex calciatore albanese
- 27 luglio - Choi Yeo-jin, attrice e modella sudcoreana
- 27 luglio - Émilie Desforges, ex sciatrice alpina canadese
- 27 luglio - Rocco Giannone, allenatore di calcio e ex calciatore italiano
- 27 luglio - Michela Greco, ex calciatrice italiana
- 27 luglio - Anthony Kent, cestista statunitense
- 27 luglio - Martijn Maaskant, ex ciclista su strada olandese
- 27 luglio - Elizabeth May, triatleta lussemburghese
- 27 luglio - Lauren Murphy, artista marziale misto statunitense
- 27 luglio - Goran Pandev, ex calciatore macedone
- 27 luglio - Serhat Parıl, attore turco
- 27 luglio - Stefano Pozzi, doppiatore italiano
- 27 luglio - Blair Redford, attore statunitense
- 27 luglio - Alla Sidorovskaja, ex calciatrice russa
- 27 luglio - Smiley, cantautore, produttore discografico e attore rumeno
- 27 luglio - Corey Smith, ex cestista statunitense
- 27 luglio - Jaka Štromajer, ex calciatore sloveno
- 27 luglio - Aya Traoré, cestista senegalese
- 27 luglio - Flávio Alex Valêncio, ex calciatore brasiliano
- 27 luglio - Sara Zanier, attrice, modella e showgirl italiana
- 27 luglio - Zé Soares, ex calciatore brasiliano
- 28 luglio - Jussi Aalto, ex calciatore finlandese
- 28 luglio - Constantin Arbănaș, ex calciatore rumeno
- 28 luglio - Craig Bradshaw, ex cestista neozelandese
- 28 luglio - Melissa Comin De Candido, pattinatrice artistica a rotelle italiana
- 28 luglio - Przemysław Czerwiński, astista polacco
- 28 luglio - Drew Fata, ex hockeista su ghiaccio canadese
- 28 luglio - Carlos González Peña, allenatore di calcio e ex calciatore spagnolo
- 28 luglio - Juan Guaidó, politico venezuelano
- 28 luglio - Ilir Latifi, artista marziale misto svedese
- 28 luglio - Heiko Rannula, allenatore di pallacanestro e ex cestista estone
- 28 luglio - Vladimir Stojković, calciatore serbo
- 28 luglio - Tamarley Thomas, calciatore antiguo-barbudano
- 28 luglio - Olavi Uusivirta, cantautore e attore finlandese
- 28 luglio - Dhanush, attore, produttore cinematografico e cantante indiano
- 28 luglio - Mihail Venkov, ex calciatore bulgaro
- 28 luglio - Roderick Wilmont, ex cestista e allenatore di pallacanestro statunitense
- 28 luglio - Nick Youngquest, rugbista a 13 e modello australiano
- 28 luglio - Ânderson Miguel da Silva, calciatore brasiliano
- 29 luglio - Allan Alemán, ex calciatore costaricano
- 29 luglio - Elena Burika, attrice e ex modella russa
- 29 luglio - Slađana Erić, pallavolista serba
- 29 luglio - Devin Graham, regista statunitense
- 29 luglio - Kim Chi-gon, allenatore di calcio e ex calciatore sudcoreano
- 29 luglio - Kim Dong-wook, attore sudcoreano
- 29 luglio - Ashley McBryde, cantautrice statunitense
- 29 luglio - Riccardo Molinari, politico italiano
- 29 luglio - Ilčo Naumoski, ex calciatore macedone
- 29 luglio - Danilo Nikolić, ex calciatore serbo
- 29 luglio - Ogonna Nnamani, ex pallavolista statunitense
- 29 luglio - Jerious Norwood, giocatore di football americano statunitense
- 29 luglio - Anthony Richardson, ex cestista statunitense
- 29 luglio - Guro Strøm Solli, ex fondista norvegese
- 29 luglio - Ivan Todorović, ex calciatore serbo
- 29 luglio - Silvia Vicenzi, calciatrice italiana
- 29 luglio - Dar'ja Zabinski, attrice russa
- 30 luglio - Andrezinho, ex calciatore brasiliano
- 30 luglio - Mariano Andújar, ex calciatore argentino
- 30 luglio - João Baptista Robalo, calciatore capoverdiano
- 30 luglio - Khan Chittenden, attore australiano
- 30 luglio - Tsukasa Fujimoto, wrestler giapponese
- 30 luglio - Daniel Giménez Hernández, ex calciatore spagnolo
- 30 luglio - Abel Góngora, animatore e regista spagnolo
- 30 luglio - Richard Kruse, schermidore britannico
- 30 luglio - Deborah Lettieri, ballerina, coreografa e insegnante italiana
- 30 luglio - Guillermo Madrigal, schermidore cubano
- 30 luglio - Cristian Molinaro, dirigente sportivo e ex calciatore italiano
- 30 luglio - Vuk Radivojević, ex cestista serbo
- 30 luglio - Rosinei Adolfo Nascimento, ex calciatore brasiliano
- 30 luglio - Giuseppe Tantillo, attore italiano
- 31 luglio - Guo Wei, ex pattinatore di short track cinese
- 31 luglio - Diego Herner, ex calciatore argentino
- 31 luglio - Kuok Leong Wong, calciatore macaense
- 31 luglio - José Carlos López Lozano, ex giocatore di calcio a 5 spagnolo
- 31 luglio - François Marque, ex calciatore francese
- 31 luglio - William N'Gounou, calciatore nigerino
- 31 luglio - Reginaldo Ferreira da Silva, calciatore brasiliano
- 31 luglio - René Rivera, giocatore di baseball portoricano
- 31 luglio - Yola, cantautrice, attrice e musicista britannica